# Paul Emordi
Paul Azuka Emordi  (ur. 25 grudnia 1965) – nigeryjski lekkoatleta specjalizujący się w skoku w dal oraz trójskoku, uczestnik letnich igrzysk olimpijskich w Los Angeles (1984)

## Sukcesy sportowe
- mistrz Nigerii w trójskoku – 1985[1]
- mistrz National Collegiate Athletic Association w skoku w dal – 1987[2]

| Rok  | Miasto       | Zawody                    | Konkurencja         | Wynik                 |
| ---- | ------------ | ------------------------- | ------------------- | --------------------- |
| 1984 | Rabat        | Mistrzostwa Afryki        | skok w dal          | złoty medal           |
| 1985 | Kair         | Mistrzostwa Afryki        | skok w dal trójskok | złoty medal           |
| 1985 | Canberra     | Puchar świata             | trójskok skok w dal | 5. miejsce 8. miejsce |
| 1987 | Indianapolis | Halowe mistrzostwa świata | skok w dal          | srebrny medal         |
| 1987 | Zagrzeb      | Uniwersjada               | skok w dal          | srebrny medal         |
| 1987 | Nairobi      | Igrzyska afrykańskie      | skok w dal          | złoty medal           |

## Rekordy życiowe
- skok w dal – 8,25 – Baton Rouge 05/06/1987
- skok w dal (hala) – 8,10 – Princeton28/02/1986
- trójskok – 17,05 – Indianapolis 05/06/1986
- trójskok (hala) – 16,79 – Princeton 27/02/1987